# Herba del bisó
L'herba del bisó (Bouteloua dactyloides), és una herba de mida curta que es troba principalment a les Altes Planes (High Plains) dels Estats Units i és codominant amb l'herba Bouteloua gracilis (blue grama) sobre gran part de la praderia d'herbes curtes (shortgrass prairie).

## Descripció
L'herba del bisó és una herba perenne d'estació càlida de creixement, és resistent a la secada, la calor i al fred i prefereix els sòls alcalins. Les fulles fan normalment de 5 a 13 cm d'alt però al sud de les Great Plains poden arribar als 30 cm d'alt. És una planta normalment dioica però de vegades n'hi ha de monoiques i de vegades amb flors hermafrodites (flors perfectes). Les tiges de les flors fan de 10 a 20 cm d'alt La inflorescència masculina és una panícula, la femenina consta d'espiguetes curtes.

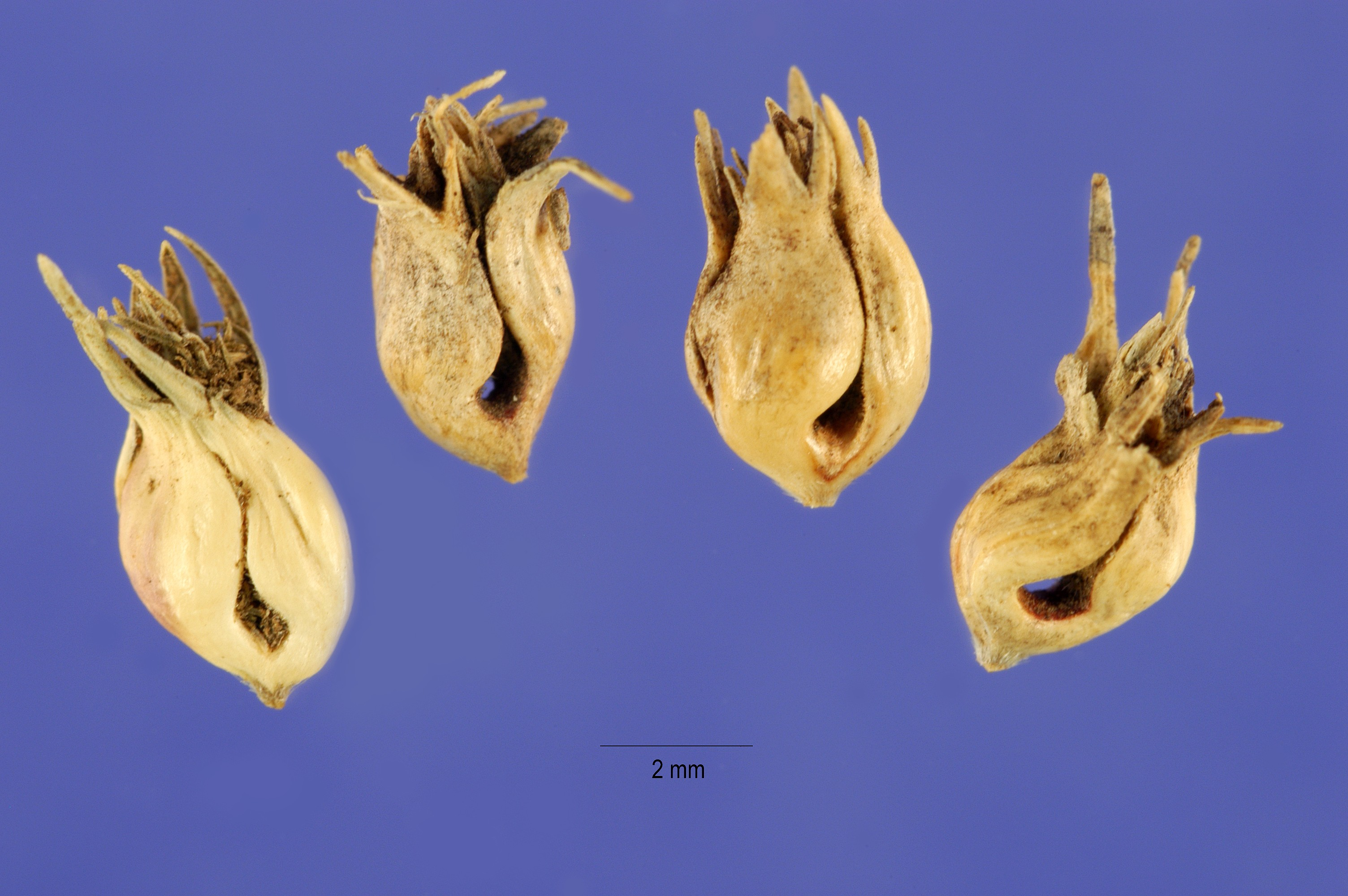
Llavors

Porta nombrosos estolons i de vegades produeix rizomes. Les arrels són nombroses i més fines que la de la majoria de les poàcies d les planes, ja que fan menys d'1 mm de diàmetre.

## Distribució
La buffalograss es troba des de Minnesota a Louisiana, Texas, Nou Mèxic, est d'Arizona, i nord de Mèxic. Apareix rarament al nord d'Idaho i Virginia.

## Taxonomia
El botànic Thomas Nuttall la situà dins el gènere Sesleria. Més tard va servir per definir el gènere monotípic Buchloe. I finalment, al 1999, James Travis Columbus la va incloure al gènere Bouteloua.

## Usos

### Jardineria
La buffalograss es fa servir com a gespa tolerant a la secada i també es cultiva com farratge on es disposa de cultivars específics.

### Construcció
Els colonitzadors europeus la varen fer servir per construir cases (sod houses).